# Hypecoum procumbens
Hypecoum procumbens es una especie del género Hypecoum, llamada comúnmente zadorija o pamplina.

## Descripción
Planta anual de entre 5 a 25 cm de altura. Hojas linear-lanceoladas muy segmentadas. Inflorescencia decumbente con entre 1 a 7 flores de pétalos amarillos. El fruto es una vaina oscura, larga y estrecha, a veces curvada y con artejos. Florece entre mediados del invierno hasta mediados de la primavera.

## Distribución y hábitat
Se distribuye por toda la Cuenca del Mediterráneo. En la península ibérica habita parte de los litorales del sur y este.
Vegeta en suelos arenosos y campos de cultivo.

## Taxonomía
Hypecoum procumbens L. fue publicado por vez primera en Species Plantarum 1:124. (1753) por Carlos Linneo.
Etimología
El epíteto procumbens proviene del latín procumbere «inclinarse hacia delante».